# Nachrichten aus einem unbekannten Universum
Nachrichten aus einem unbekannten Universum, mit dem Untertitel Eine Zeitreise durch die Meere, ist ein Sachbuch von Frank Schätzing. Das Werk sammelt die Ergebnisse der fünfjährigen Recherchen des Autors, die seinem Bestseller Der Schwarm zu Grunde liegen.
Das bei der Abfassung des Öko-Thrillers zusammengetragene Wissen konnte Schätzing nach eigenen Angaben nur zu rund 20 Prozent verwenden. So kam er eines Nachts in einer Bar zusammen mit seinem Verleger auf die Idee, die restlichen 80 Prozent zu nutzen, um ein 150 Seiten starkes „Bändchen“ zu schreiben. Aus den 150 Seiten wurde dann mit Anhang ein über 600 Seiten starkes Sachbuch, Schätzings siebentes Buch, welches auch einen nicht sachkundigen Leser in einem lockeren, humorvollen Ton durch die Geschichte der Erde und der Meere von „Vorgestern“ bis „Übermorgen“ führen soll. Im Auftrag des ZDF wurde das Sachbuch 2010 als dreiteilige Dokumentation „Terra X – Universum der Ozeane“ verfilmt. Zu der Dokumentation, die auch auf DVD erschien, gibt es eine illustrierte Ausgabe des Buches.

## Inhaltlich
Das Sachbuch ist in drei große Themenkomplexe eingeteilt, in denen Frank Schätzing auf die Beziehung zwischen Mensch und Meer in der Vergangenheit, der Gegenwart und der Zukunft eingeht.
Im ersten Abschnitt, der mit „Gestern“ überschrieben ist, erläutert Schätzing, wie das Wasser der Ozeane auf die Erde gelangte, wie sich aus simplen Proteinstrukturen das komplexe DNA-Molekül und schließlich die Zelle entwickelte. Besonderes Augenmerk legt er dann auf die Entwicklung der Fauna im Meer in den verschiedenen Erdzeitaltern Ediacarium, Kambrium, Devon, Silur, im Mesozoikum und so weiter. – Dabei wagt er auch den Blick auf das Festland und beschreibt dem Leser, wie sich die ersten Landtiere entwickeln und warum auch die umgekehrte Entwicklung vom Land- zum Meerestier vorkam. In seinen Ausführungen geht Schätzing tiefgründig und wiederholt auf die Natürliche Selektion nach Charles Darwin ein.
Im zweiten Abschnitt, der den Titel „Heute“ trägt und sich der Gegenwart widmet, gibt Schätzing den mit dem Meer zusammenhängenden physikalischen Themen großen Raum. Anschaulich erläutert er die gravitativen Auswirkungen des Mondes auf die Ozeane, die durch Gravitationsdifferenzen hervorgerufenen makroskopischen Strukturen auf der Meeresoberfläche („Beulen im Meer“), die Entstehung und Ausbreitung von Wellen und insbesondere von Tsunamis. Auch komplexe geografische Zusammenhänge wie der weltweite Meeresströmungskreislauf werden allgemein verständlich erklärt. Darüber hinaus richtet Schätzing sein Augenmerk auf typische zeitgenössische Lebensgemeinschaften in den Meeren, wie Korallenriffe, Biotope an Schwarzen Rauchern, Tiefseeböden, auf Wale und Haie und zeigt Konflikte mit den Menschen auf, wie beispielsweise die Überfischung globaler Fischbestände und die Jagd auf bedrohte Haiarten. Außerdem beleuchtet er die Suche nach weiteren Arten in den Meeren und speziell nach intelligenten Spezies und geht abschließend noch auf die hypothetischen „Produkte“ der Kryptozoologie, auf die Suche nach marinen Fabelwesen ein.
Im dritten Teil, treffenderweise mit „Morgen“ tituliert, beschreibt Schätzing dem Leser, wie die Zukunft der Meere und der Beziehung zwischen Mensch und Meer aussehen könnte. Themen sind unter anderem die Bedeutung der Ozeane als Handelswege, der Aspekt der Energiegewinnung aus dem Meer, die „Technolution“ und die Möglichkeiten einer Besiedlung des Meeres durch den Menschen. Abschließend legt er einige Betrachtungen über ozeanische Welten auf fremden Planeten dar.
Im Epilog „Übermorgen“ geht Schätzing auf die langfristigen Entwicklungen in Bezug auf die Meere, vor allem in wirtschaftlicher Hinsicht, ein.
Als Zusatz zum regulären Text ist am Ende ein Glossar, eine geologische Zeittafel und eine Auswahl empfehlenswerter Links zur Thematik angefügt.